# Vandellia brucei
Vandellia brucei är en tvåhjärtbladig växtart som först beskrevs av Richard Alden Howard, och fick sitt nu gällande namn av Fischer, Schäferhoff och Müller. Vandellia brucei ingår i släktet Vandellia och familjen Linderniaceae. Inga underarter finns listade i Catalogue of Life.